# Grand Colombier (San Pedro y Miquelón)
La isla Grand Colombier (en francés: île Grand Colombier) es una pequeña isla en el archipiélago de San Pedro y Miquelón (Saint-Pierre-et-Miquelon).
Esta isla deshabitada y escarpada, constituye un refugio para las aves marinas, se encuentra al norte de la isla de Saint-Pierre, en frente de la Punta Henry (Pointe-à-Henry), de la cual está separada por unos pocos cientos de metros.
Esta isla fue descrita y nombrada por primera vez en 1544 por el marino y explorador francés Jean Alfonse.
Durante los años treinta del siglo XX, el geólogo suizo Edgar Aubert de la Rue llevó a cabo numerosos estudios para determinar la calidad del mineral de hierro que se encontraba allí. Los resultados no fueron los esperados.